# Convoluta convoluta
Convoluta convoluta (лат.) — вид бескишечных турбеллярий из семейства Convolutidae. Происходит из Балтийского моря, но в середине 1990-х годов заселил также залив Мэн.

## История изучения
Это первый вид Acoela, ставший известным науке. Он описан в 1806 году и первоначально отнесён к плоским червям.

## Диета исимбиоз
Питается личинками двустворчатых моллюсков и веслоногих ракообразных. Вступает в отношения симбиоза с диатомовыми водорослями из рода Lichmophora, которые также освоили залив Мэн.

## Влияние на экологию залива Мэн
Влияние Convoluta convoluta на экологию залива считается ограниченным. При этом в 2001 году представители вида встречались там с плотностью до 19 штук на квадратный сантиметр.